# Pälsfladdrare
Pälsfladdrare eller kaguanger (Dermoptera) är en ordning bland däggdjuren. Ordningen är monotypisk och omfattar bara en familj (Cynocephalidae), som i sin tur också är monotypisk, och alltså bara innehåller ett enda släkte (Cynocephalus, Boddaert, 1768). I detta släkte finns två arter, men för närvarande pågår diskussioner bland taxonomer om huruvida de båda arterna istället bör inordnas i varsitt, eget släkte.

## Utbredning
Pälsfladdrare lever i Sydostasien. Arten malajisk pälsfladdrare (Cynocephalus variegatus eller Galeopterus variegatus) förekommer i Thailand, i Kambodja, i Vietnam, i Malaysia och i det västliga Indonesien och arten filippinsk pälsfladdrare (Cynocephalus volans) förekommer på sydliga öar av Filippinerna.

## Utseende
Längden för kroppen och huvudet ligger mellan 34 och 42 centimeter och vikten ligger mellan ett och två kilogram. Därtill kommer en 17 till 27 centimeter lång svans. Typiskt för dessa djur är den stora hudlapp som omger dem. Flygmembranen går från djurets nacke över fingrarnas och tårnas toppar fram till svansens spets och hjälper djuret att göra långa hopp. På ovansidan är flyghuden grå eller brun och har ljusare fläckar. Undersidan har en ljusare färg och inga fläckar. Extremiteterna är långa och smala och tårna bär vassa klor. Pälsfladdrare har 34 små tänder. Tandformeln är I 2/3, C 1/1, P 2/2, M 3/3. Alla framtänder i underkäken liknar tillsammans en hårkam i utseende. Det breda huvudet kännetecknas av korta öron och stora ögon. Honans två spenar ligger längre fram på bålen nära armhålorna.

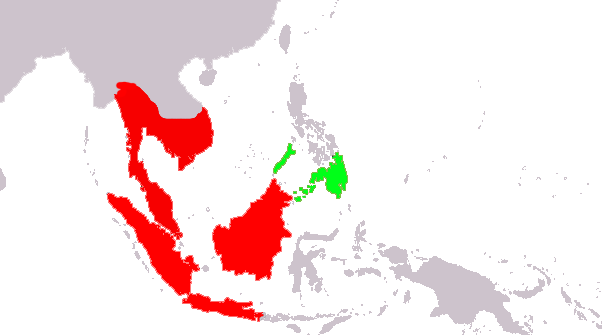
Utbredningsområde för ordningen Dermoptera:
■ Cynocephalus variegatus
■ Cynocephalus volans

## Levnadssätt
Pälsfladdrare är specialiserade på liv i träd, och observeras nästan aldrig på marken. De förekommer i regnskog men även i parker som skapats av människor samt i trädodlingar. Pälsfladdrare hänger ofta på en gren med huvudet neråt och klättrar i detta läge långsamt framåt. När det är nödvändigt utbreder de sin flygmembran och hoppar en sträcka som kan uppgå till hundratjugo meter. Ett exemplar hamnade på en 10 till 12 meter lägre plats efter en glidflygning mellan två träd som var 136 meter ifrån varandra. Dessa djur är aktiva under natten, och sover under dagen i en hålighet i träd eller i träd med mycket löv. Huvudsakligen letar de ensamma efter föda, men ibland ser man en liten grupp djur i ett och samma träd.

## Föda
Pälsfladdrare lever uteslutande av växtämnen, såsom löv, blommor, knoppar och frukter. Den filippinska pälsfladdraren har främst blad som föda.

## Fortplantningen

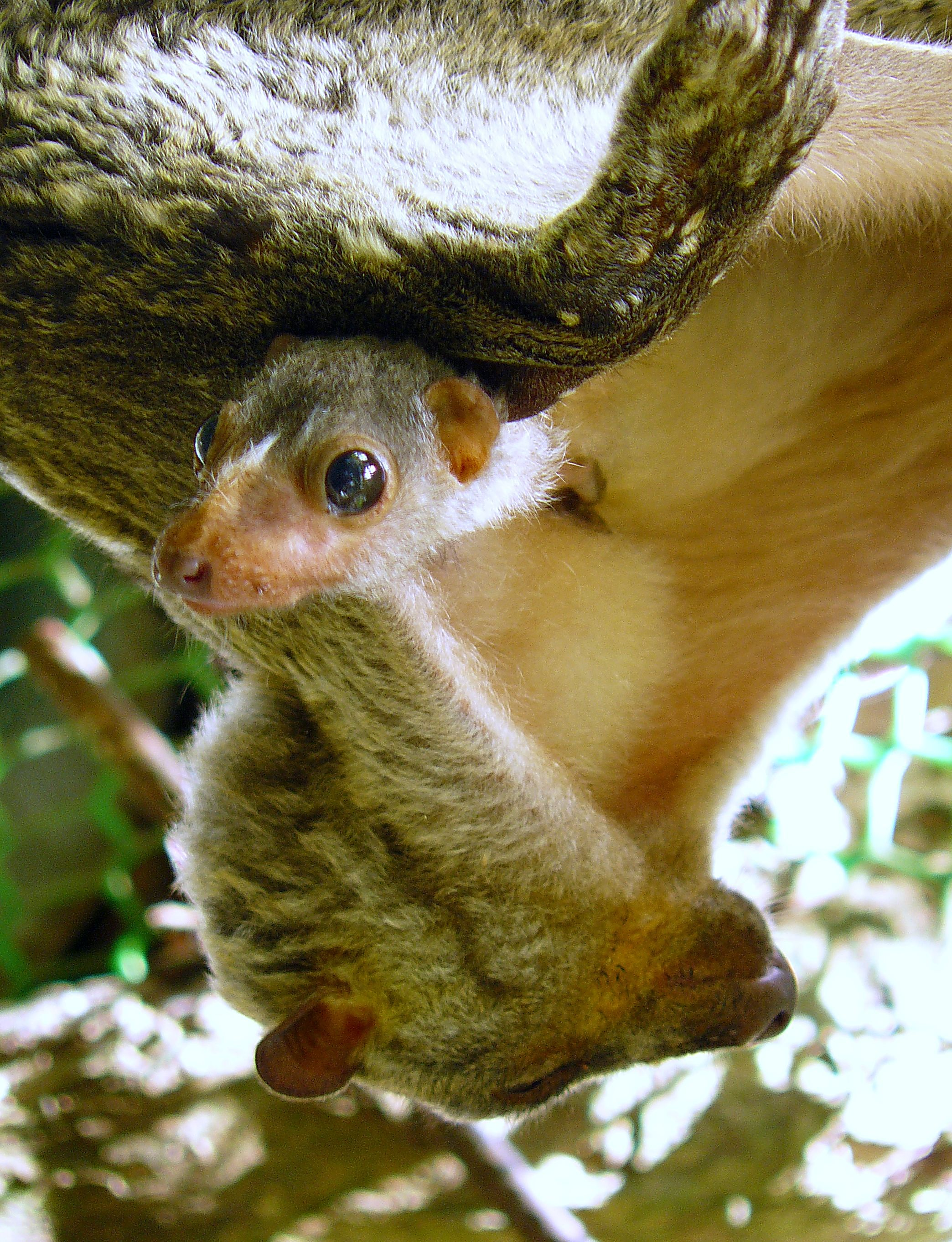
En hona av filippinsk pälsfladdrare med unge.

Antagligen kan honor bli brunstiga oberoende av årstiden. Honan är dräktig i ungefär 60 dagar och föder därefter en unge (sällan två). Ungdjuret är mycket underutvecklat och bärs av honan i den sammanveckade hudlappen. Ofta sker en ny parning innan honan har slutat att ge di åt det äldre ungdjuret.

## Pälsfladdrare och människan
Pälsfladdrare blev kända för europeiska upptäcktsresande under 1600-talet. De omnämndes bland annat i ett verk av den holländska botanikern Jacobus Bontius. Detaljerade beskrivningar samt avbildningar i form av teckningar publicerades cirka 100 år senare, till exempel i Johann Christian Daniel von Schrebers verk Die Säugetiere in Abbildungen nach der Natur mit Beschreibungen. I epokens olika verk beskrevs pälsfladdrare som flygande varianter av katter, rävar eller viverrider och den vanligaste jämförelsen var som flygande lemurer.
För lantbrukare är pälsfladdrare som lever i deras plantager ett problem. Dessa djur går lätt att fånga på grund av sin vana att alltid gå samma väg. Det största hotet för pälsfladdrare består i avverkningen av deras levnadsområde. Arten C. volans var tidigare rödlistad av IUCN som sårbar (från 1996 till 2008) men har senare fått status som livskraftig. Arten C. variegatus förekommer i en större population och listas av IUCN som livskraftig, med anmärkningen att populationstrenden är minskande.

## Systematik
Länge var zoologerna oeniga om systematiken av pälsfladdrarna. De betraktades som släktingar till ordningen äkta insektsätare eller till ordningen fladdermöss. Idag vet man att de är nära släkt med primaterna inom Euarchonta. Fossil av dessa djur finns från epoken paleocen. Rester av en utdöd släkting, Planetetherium mirable, har även hittats Nordamerika.
Andra utdöda djur som hade ett skelett som liknar pälsfladdrarnas skelett är kända från eocen. Cirka 50 miljoner år gamla fossil hittades i Myanmar och Thailand. Ytterligare kvarlevor som är ungefär 30 miljoner år gamla (oligocen) är kända från Pakistan. Det är inte utrett om dessa utdöda djur är nära släkt med dagens pälsfladdrare eller om de hade glidförmåga.